# Corvos (banda)
Corvos é uma banda portuguesa de rock instrumental fundada em 1998.

## Percurso
A banda Corvos é pouco comum no panorama da música portuguesa.
Constituem-na quatro elementos com formação musical clássica, mas que tocam temas essencialmente de matriz rock.
Trata-se de um quarteto de cordas, que alia o virtuosismo instrumental dos seus elementos e a excelência das composições, arranjos e interpretações intemporais ao gosto musical ecléctico, passando pelas suas origens clássicas e continuando pelo rock, pela música popular contemporânea e por variadíssimos outros estilos musicais.
O que os distingue para além da sua performance, é a sua dinâmica em palco nos concertos, com belíssimos efeitos de luzes que acompanham o reportório musical.
O disco de estreia, "Corvos Visitam Xutos", foi editado em 1999 pela editora Nortesul.
Nesse disco revisitam o repertório do grupo Xutos e Pontapés.
O segundo registo fonográfico foi "Post Scriptum", de 2001, aparecem versões de clássicos de nomes como Kurt Weil, The Doors e Nirvana. O primeiro single foi "Futuro que era Brilhante".
Em "Corvos 3" aparecem os primeiros temas originais.
O disco editado em 2003 incluía um cd-bónus, com o registo de alguns temas cantados ao vivo no Grande auditório do Centro Cultural de Belém.
Com a edição do seu quarto álbum, "The Jinx", com temas originais, contam com um baterista que faz parte integrante da banda.
"Medo", álbum editado em 2010, é uma crítica/alerta ao estado da sociedade actual, nacional e internacionalmente. O disco contou com a colaboração da cantora Né Ladeiras em dois temas.
"Corvos Convidam", obra que é uma dupla celebração, a longevidade da carreira, e as origens da musica pop/rock em Portugal com os respectivos cantores da altura.

### Comemoração dos 18 anos
A tournée dos 18 anos realizada em 2017 marcou uma viagem no tempo, à luz da contemporaneidade e formação musical actual, com um revisitação à música dos Xutos e Pontapés, tal como fizeram no seu primeiro álbum, "Corvos Visitam Xutos", em 1999.
Os integrantes Luís Santos e Tiago Flores deixaram o convite para o concerto que teve lugar no Centro Cultural Olga Cadaval em Sintra: "Queremos oferecer uma festa muito bonita em Sintra. Vamos contar com a presença do Tim, dos Xutos e Pontapés, e queremos homenagear o nosso amigo, colega e menino aqui da terra, Cláudio Panta Nunes. Inclusive o pai dele, que é contrabaixista e maestro, vai tocar connosco."
Assim sendo, no concerto comemorativo dos 18 anos da banda, o Presidente da Câmara Municipal de Sintra atribuiu o título póstumo o grau prata da medalha de mérito municipal na classe de cultura ao violoncelista.

## Integrantes

### Membros atuais
- Pedro Teixeira Silva - 1º violino
- Tiago Flores - 2º violino
- Luís Santos- viola d'arco
- Pedro "Pita" Silva - bateria
- Nuno Correia - baixo

### Ex-membros
- Cláudio Panta Nunes (†)[5] - violino

## Discografia
- Corvos Visitam Xutos (Norte Sul, 1999)
- Post Scriptum (Zona Música, 2001)
- Corvos 3 (Zona Música, 2003)
- The Jinx (Som Livre, 2007)
- Medo (JBJ & Viceversa, 2010)
- Corvos Convidam (Sony Music, 2015)[6]